# 截叶悬钩子
截叶悬钩子（学名：Rubus tinifolius）是蔷薇科悬钩子属的植物，是中国的特有植物。分布在中国大陆的云南等地，生长于海拔1,400米至1,900米的地区，多生于路边、生沟边及山谷密林中，目前尚未由人工引种栽培。